# ケプラー451
ケプラー451（2MASS J19383260+4603591、または一般的に2M J1938+4603と略される）とは、少なくとも1つの太陽系外惑星（ケプラー451b）を持つことが知られている連星系である。恒星系は、脈動するB型準矮星と小さな赤色矮星の2つの恒星からなる。

## 惑星系
ケプラー451系には、2015年にケプラー宇宙望遠鏡によって発見された少なくとも1つの確認された太陽系外惑星ケプラー451bが存在している。ケプラー451bの存在に関しては2020年に論争されたが、2022年にケプラー451bの確認と2つの追加の惑星（ケプラー451c、ケプラー451d）の発見が公表された。
| 名称 （恒星に近い順） | 質量         | 軌道長半径 （天文単位） | 公転周期 (日) | 軌道離心率 | 軌道傾斜角 | 半径 |
| --------------------- | ------------ | ----------------------- | ------------- | ---------- | ---------- | ---- |
| d                     | 1.76±0.18 MJ | 0.20±0.03               | 43.0±0.1      | 0          | —          | —    |
| b                     | 1.86±0.05 MJ | 0.90±0.04               | 406±4         | 0.33±0.05  | <43°       | —    |
| c                     | 1.61±0.14 MJ | 2.1±0.2                 | 1460±90       | 0.29±0.07  | —          | —    |